# Segelflugplatz Kiripotib

i8
i11
i13
Der Segelflugplatz Kiripotib (ICAO-Code: FYKH) ist ein Segelflugplatz in der namibischen Kalahari. Der Flugplatz wurde 2009 eröffnet. Er liegt auf der gleichnamigen Farm Kiripotib auf 1366 m Höhe, 130 km südöstlich der Hauptstadt Windhoek an der Distriktstraße D1448.
Der Flugplatz hat zwei gekreuzte Start- und Landebahnen, der Pistenbelag besteht aus Sand. Die Segelflugaktivitäten finden vor allem in den warmen Monaten Oktober bis Januar statt. Von Motorflugzeugen wird Kiripotib ganzjährig angeflogen. Die Platzfrequenz ist 123.700 MHz. 60 km südlich von Kripotib befindet sich der Segelflugplatz Bitterwasser.

## Astrofarm

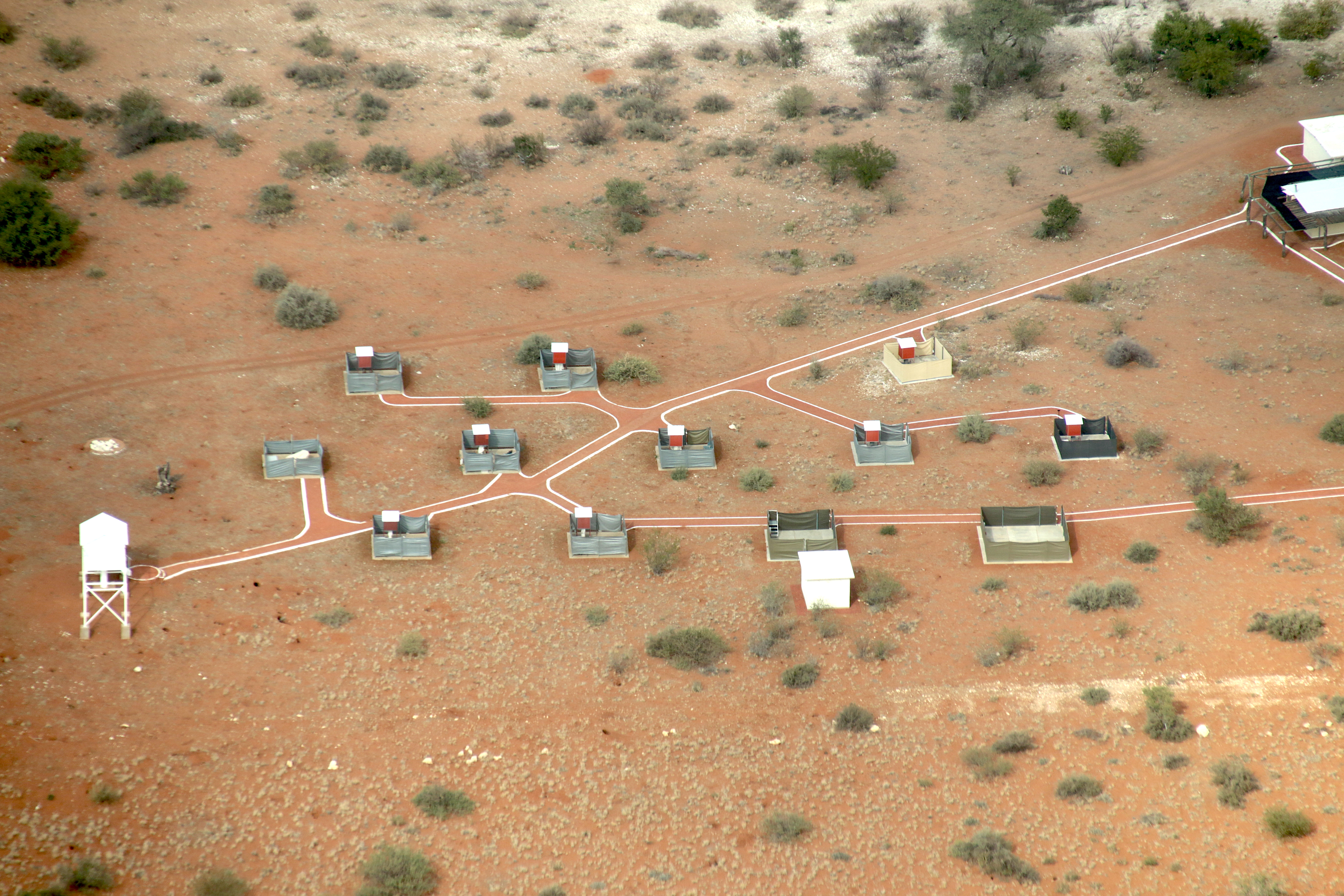
Teleskopstationen auf der Astrofarm Kiripotib

Kiripotib ist gleichzeitig eine Astrofarm. Die Astrofotografie wurde auf Kiripotib gleichzeitig mit den Segelaktivitäten im Jahr 2009 aufgenommen. Hochsaison für Astrofotografie in Namibia sind die Wintermonate Juni und Juli. 11 km westlich von Kiripotib befindet sich der historische Klein-Nauas-Schutztruppenturm.